# Diomedeidae
Los albatros (Diomedeidae) son una familia de aves marinas de grandes dimensiones que, junto con los proceláridos, hidrobátidos y pelicanoides forman el orden Procellariiformes. Se distribuyen por casi toda la extensión del océano Antártico, el océano Pacífico y el océano Atlántico Sur. Están entre las aves voladoras de mayores dimensiones. Los grandes albatros (género Diomedea) tienen la mayor envergadura alar de cualquier especie existente en la actualidad. Se distribuyen tradicionalmente en cuatro géneros, aunque existe desacuerdo en cuanto al número de especies. 
Los albatros se mueven de forma muy eficiente en el aire y, utilizando el planeo dinámico, cubren grandes distancias con poco esfuerzo. Se alimentan de calamares, peces y kril, bien recogiendo animales muertos o capturando su alimento vivo en la superficie del agua o buceando. Son aves coloniales y la mayoría nidifica en islas oceánicas remotas, a menudo compartiendo su territorio de nidificación con otras especies. Establecen una relación monogámica que dura toda su vida.
De las veintidós especies reconocidas por la Unión Internacional para la Conservación de la Naturaleza (UICN), ocho son vulnerables, seis corren peligro de extinción y tres se encuentran en peligro crítico de extinción.

## Etimología
En idioma español el término albatros, nombre común que se aplica a los miembros de la familia Diomedeidae, proviene del inglés albatross. El término inglés se deriva del español alcatraz (el ave homónima, y que dio nombre a la famosa prisión), que a su vez lo hace del árabe al-câdous o al-ġaţţās (un pelícano, que significa literalmente «buceador»). El Oxford English Dictionary indica que la palabra alcatraz se aplicaba originalmente a las fragatas; el cambio hasta derivar en albatros fue probablemente influenciado por el término latino albus, que significa «blanco», en contraste con las fragatas que son negras.
El nombre del género Diomedea, asignado a los albatros por Linneo, se refiere a la metamorfosis en aves de los compañeros del guerrero de la mitología griega Diomedes. El nombre del orden Procellariiformes proviene de la palabra latina procella, que significa «viento violento» o «tormenta».

## Taxonomía y evolución
La familia Diomedeidae comprende entre 13 y 24 especies (el número de especies todavía está sujeto a debate) englobadas en cuatro géneros: Diomedea (grandes albatros), Thalassarche, Phoebastria (albatros del Pacífico Norte) y Phoebetria (albatros oscuros). De los cuatro géneros, se considera que los del Pacífico Norte son un taxón hermano de los grandes albatros, mientras que los del género Phoebetria están más próximos a Thalassarche.
Su clasificación taxonómica ha sido objeto de un gran debate. La taxonomía de Sibley-Ahlquist sitúa las aves marinas, aves de presa y otras en el extenso orden de los ciconiformes, mientras que muchas organizaciones ornitológicas de América del Norte, Europa, Sudáfrica, Australia y Nueva Zelanda mantienen el tradicional orden Procellariiformes. Los albatros se distinguen de otros Procellariiformes tanto en términos genéticos como por sus características morfológicas, concretamente en su tamaño, forma de las patas y disposición de los orificios nasales (ver Morfología y vuelo).
Dentro de la familia taxonómica, la asignación de especies a los géneros se ha prolongado durante más de cien años. Colocados originalmente en un solo género, Diomedea, fueron redistribuidos por Reichenbach en cuatro géneros diferentes en 1852, volviéndose a agrupar y a separar de nuevo varias veces, llegando a adquirir 12 nombres de género diferentes en total (aunque nunca más de ocho a la vez) en 1965: Diomedea, Phoebastria, Thalassarche, Phoebetria, Thalassageron, Diomedella, Nealbatrus, Rhothonia, Julietata, Galapagornis, Laysanornis y Penthirenia.
Hacia 1965, en una tentativa de poner orden a su clasificación, se reunieron en dos géneros, Phoebetria (los albatros oscuros, que a primera vista se parecen más a los procelaríidos y que estaban considerados por entonces como «primitivos») y Diomedea (el resto). Aunque pretendía la simplificación de la familia (en particular de la nomenclatura), la clasificación estaba basada en el análisis morfológico de Elliott Coues en 1866, y prestó poca atención a estudios más recientes e incluso ignoró algunas sugerencias de Coues.

Relación filogenética de los 4 géneros de albatros, basada en Nunn et al. 1996.

Investigaciones más recientes llevadas a cabo por Gary Nunn, del Museo Americano de Historia Natural, en 1996 y por otros investigadores a nivel internacional, estudiaron el ADN mitocondrial de las 14 especies aceptadas en ese momento, y encontraron que había cuatro, no dos, grupos monofiléticos dentro de la familia de los albatros. Por ello, estos autores propusieron la rehabilitación de dos de los nombres de los antiguos géneros: Phoebastria para los albatros del Pacífico Norte y Thalassarche, manteniéndose los grandes albatros en el género Diomedea y los albatros oscuros en el género Phoebetria. Tanto la British Ornithologists' Union como las autoridades sudafricanas los dividieron en cuatro géneros, de acuerdo con la propuesta de Nunn, y el cambio ha sido aceptado por la mayoría de investigadores.
Mientras que parece haber un cierto acuerdo en cuanto al número de géneros, hay menos consenso sobre el número de especies. Históricamente, hasta 80 taxones distintos han sido descritos por diferentes investigadores; la mayor parte de éstos fueron identificaciones erróneas de ejemplares juveniles.
Basándose en las conclusiones en torno a la definición de los géneros, Robertson y Nunn propusieron en 1998 una clasificación taxonómica con 24 especies diferentes, en contraste con las 14 aceptadas por entonces. Esta taxonomía interina ascendió muchas subespecies al rango de especie, pero fue muy criticada por no usar, en cada caso, información sometida a una revisión por pares que justificara las divisiones. Los estudios realizados desde entonces apoyaron en unos casos o refutaron en otros esta revisión taxonómica; un estudio de 2004, basándose en el análisis de ADN mitocondrial y microsatélites, confirmó la hipótesis de que el albatros de las Antípodas (Diomedea antipodensis) y el albatros de Tristán (Diomedea dabbenena) eran distintos del albatros errante (Diomedea exulans), de acuerdo con Robertson y Nunn, pero que el sugerido albatros de Gibson (Diomedea gibsoni), no se distinguía del albatros de las Antípodas. Muchos organismos, incluida la UICN, y diversos investigadores, aceptan la clasificación taxonómica interina de 22 especies, aunque no exista unanimidad científica en cuanto a ésta; en 2004, Penhallurick y Wink sugirieron que el número de especies fuera reducido a 13 (incluida la fusión del albatros de Ámsterdam (Diomedea amsterdamensis) con el albatros errante), pero el estudio fue particularmente controvertido. Existe un acuerdo generalizado sobre la necesidad de realizar investigaciones adicionales para clarificar la cuestión.

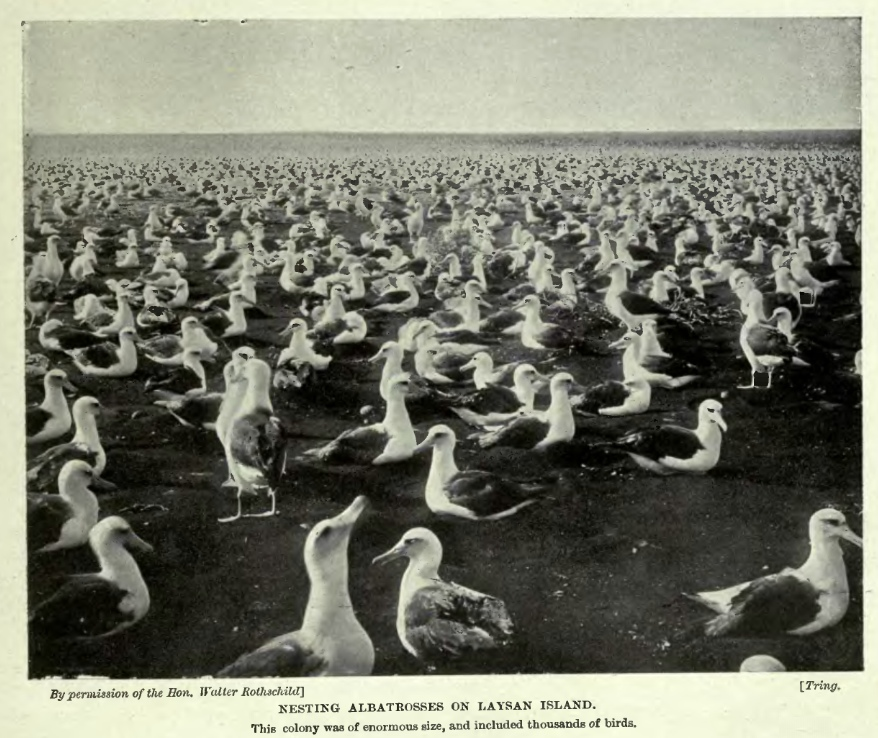
Colonia de albatros de Laysan (Phoebastria immutabilis). Fotografía de L. W. Rothschild.

El estudio molecular de la evolución de las familias de aves, de acuerdo con la Sibley y Ahlquist, sitúa la radiación adaptativa de los Procellariiformes en el Oligoceno (hace 35-30 millones de años), aunque este grupo probablemente se haya originado antes, como se desprende de un fósil atribuido por algunos autores a este orden: una ave marina conocida como Tytthostonyx, encontrada en rocas del Cretácico (hace 70 millones de años). Los estudios moleculares apuntan a que los paíños fueron los primeros en divergir del linaje ancestral, seguidos por los albatros, con los proceláridos y los pelecanoides separándose más tarde. Los fósiles más antiguos de albatros fueron encontrados en rocas que datan del Eoceno al Oligoceno, aunque algunos estén vinculados a esta familia solo de forma provisional y ninguno parece estar particularmente cerca de las especies actuales. Son los géneros Murunkus (Eoceno Medio de Uzbekistán), Manu (Oligoceno Inferior de Nueva Zelanda), y una forma no descrita del Oligoceno Superior de Carolina del Sur. Similar a este último sería Tydea, del Oligoceno temprano (Rupeliense) de Bélgica. Plotornis, antes considerados como petreles, luego como albatros y ahora dudosos; eran del Mioceno Medio francés, una época en la que la separación de los cuatro géneros actuales ya estaría en curso, como se evidencia por los fósiles de Phoebastria californica y Diomedea milleri, ambos del Mioceno Medio de Sharktooth Hill, California. Esto demuestra que la separación de los grandes albatros de los albatros del Pacífico Norte ocurrió hace 15 millones de años. Fósiles semejantes encontrados en el Hemisferio Sur llevan a datar la separación entre Thalassarche y Phoebetria 10 millones de años atrás.
Su registro fósil en el Hemisferio Norte es más completo que en el Hemisferio Sur, y muchas formas fósiles de albatros se han encontrado en el Atlántico Norte, lugar en el que actualmente no viven estas aves. Se han encontrado vestigios de una colonia de albatros de cola corta en una isla de las Bermudas, La mayoría de los fósiles del Atlántico Norte fueron del género Phoebastria (los albatros del Pacífico Norte). Uno de ellos, Phoebastria anglica, fue encontrado en depósitos de Carolina del Norte e Inglaterra.

### Especies
En la actualidad se acepta comúnmente la división de la familia Diomedeidae en cuatro géneros, sin embargo el número de especies todavía está sujeto a debate. La Unión Internacional para la Conservación de la Naturaleza (UICN) y Birdlife International, entre otros, reconocen la taxonomía interina de 22 especies existentes y otras autoridades mantienen las 14 especies más tradicionales y la taxonomía de Clements reconoce solo 13. A continuación se relacionan las incluidas por la UICN:
- Género Diomedea
  - D. exulans (albatros errante)

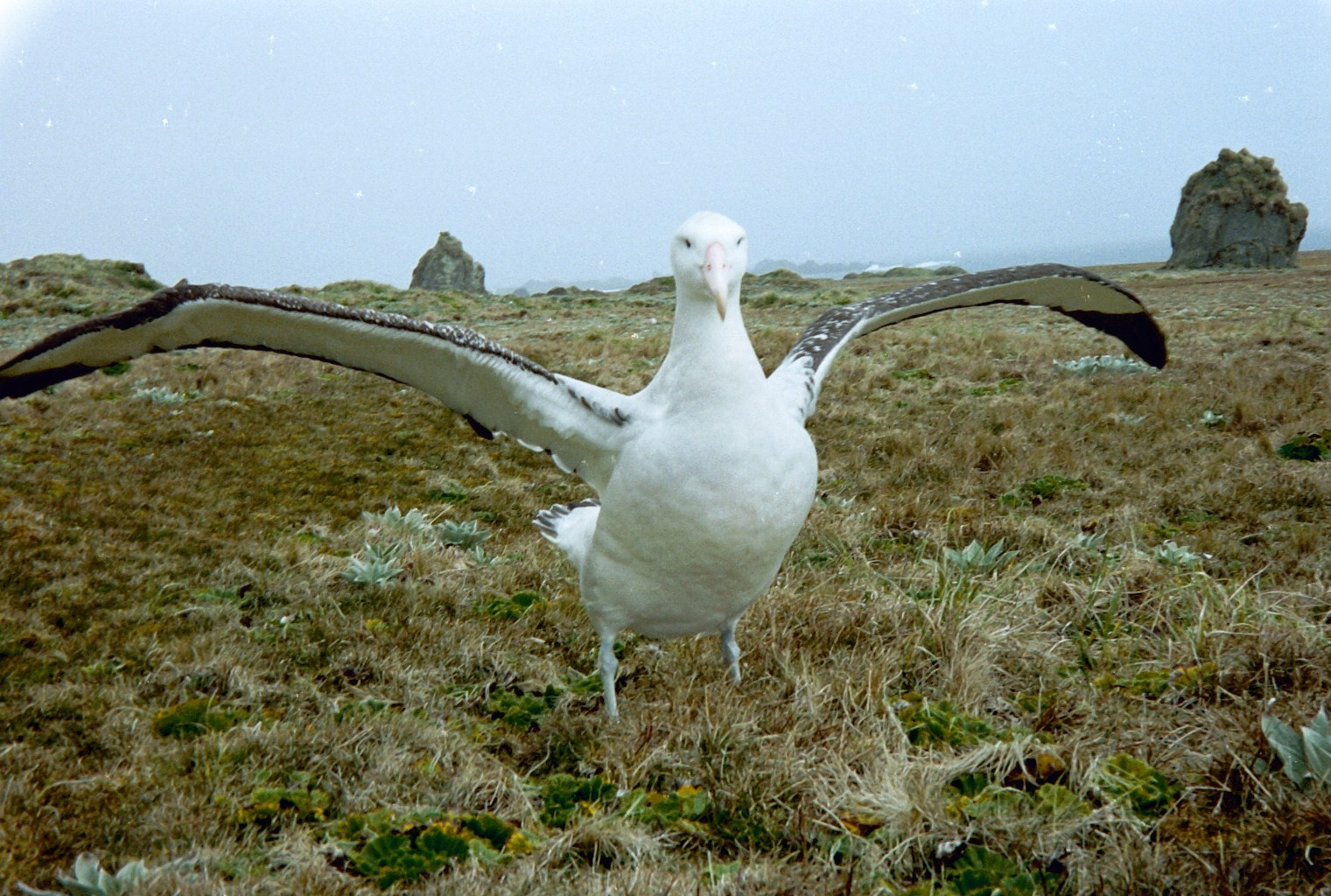
Diomedea exulans (albatros errante).

  - D. (exulans) antipodensis (albatros de las antípodas)
  - D. (exulans) amsterdamensis (albatros de Ámsterdam)
  - D. (exulans) dabbenena (albatros de Tristán)
  - D. epomophora (albatros real)
  - D. (epomophora) sanfordi (albatros real del norte)
- Género Phoebastria
  - P. irrorata (albatros de las Galápagos)
  - P. albatrus (albatros de cola corta)
  - P. nigripes (albatros de patas negras)
  - P. immutabilis (albatros de Laysan)

- Género Thalassarche

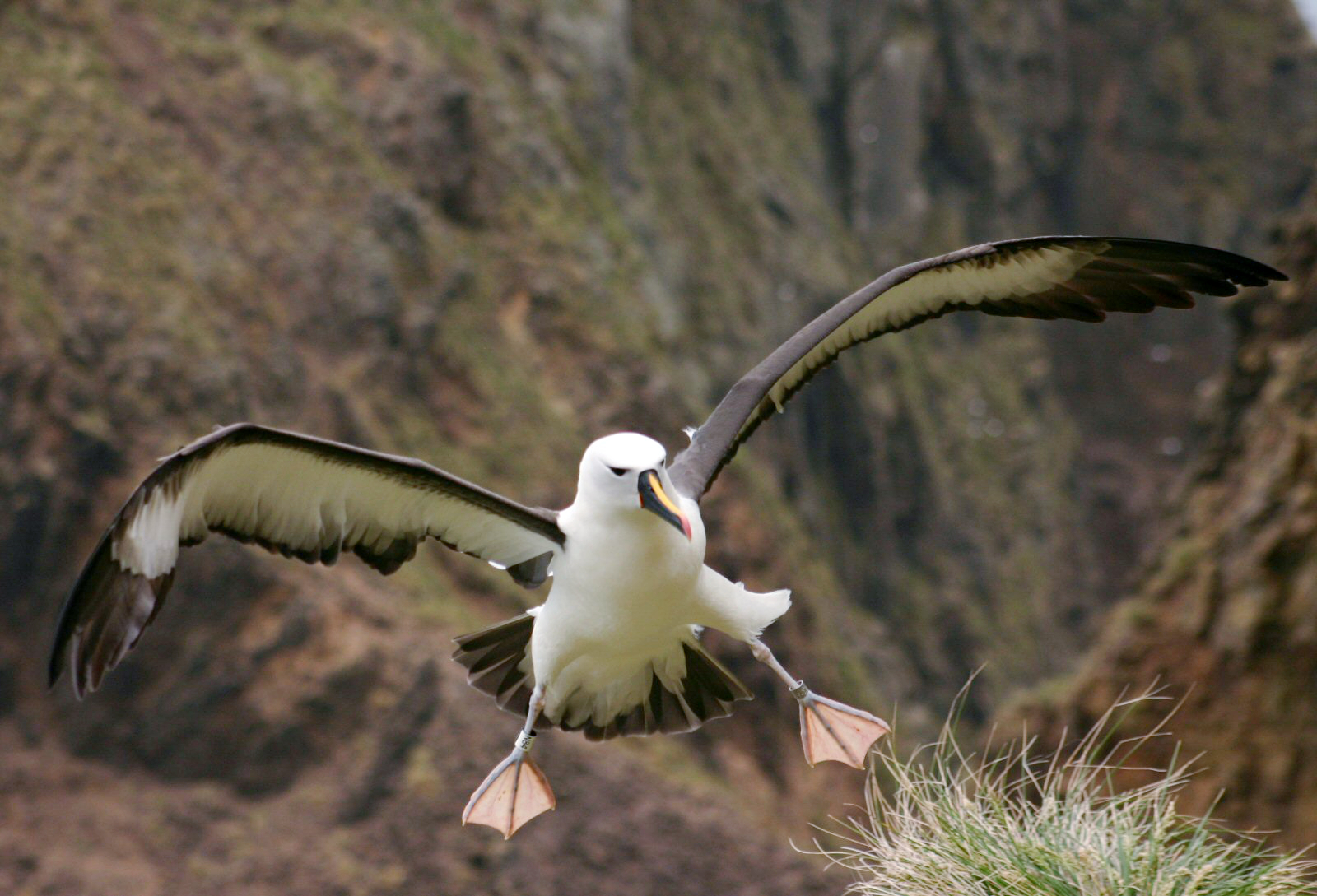
Thalassarche chlororhynchos (albatros pico fino).

  - T. melanophrys (albatros ojeroso)
  - T. (melanophrys) impavida (albatros de Campbell)
  - T. cauta (albatros de corona blanca)
  - T. (cauta) steadi (albatros de Auckland)
  - T. (cauta) eremita (albatros de Chatham)
  - T. (cauta) salvini (albatros de Salvin o albatros de frente blanca)
  - T. chrysostoma (albatros de cabeza gris)
  - T. chlororhynchos (albatros chlororrinco o albatros pico fino)
  - T. (chlororhynchos) carteri (albatros de pico amarillo)
  - T. bulleri (albatros de Buller o albatros gris)
- Género Phoebetria
  - P. fusca (albatros oscuro)
  - P. palpebrata (albatros tiznado).

Las especies de los géneros Thalassarche y Phoebastria a veces se sitúan en el género Diomedea, por lo que, por ejemplo, podemos encontrarnos con «Diomedea melanophrys» en lugar de Thalassarche melanophrys.

## Biología

### Morfología y vuelo
Los albatros constituyen un grupo de aves de porte grande a muy grande; son los de mayor tamaño del orden Procellariiformes. Su pico es grande, fuerte y aguzado, con el maxilar superior que termina en un gran gancho. El pico está compuesto por varias placas córneas (ranfotecas) y lateralmente presenta dos narinas con forma de tubos que acompañan las caras laterales del pico, por donde expulsan la sal (y que dieron lugar al antiguo nombre del orden Procellariformes: Tubinares). Las dos narinas tubulares de todos los albatros se disponen a lo largo de ambos lados del pico, al contrario de los demás Procellariiformes, en los que los tubos solo se sitúan en la parte superior del pico. Estos tubos permiten que tengan un sentido del olfato especialmente desarrollado, algo raro entre las aves. Como los demás Procellariiformes, utilizan esta capacidad olfativa para localizar potenciales fuentes de alimento. Los albatros, al igual que los demás Procellariiformes, necesitan bajar el contenido de sal que se podría acumular en sus cuerpos a causa de sus ingestiones de agua de mar mientras se alimentan. Todas las aves tienen una amplia glándula nasal en la base del pico, encima de sus ojos, que elimina la sal a través de las fosas nasales. La glándula permanece inactiva en especies que no lo necesitan; sin embargo, los albatros sí que requieren su uso.

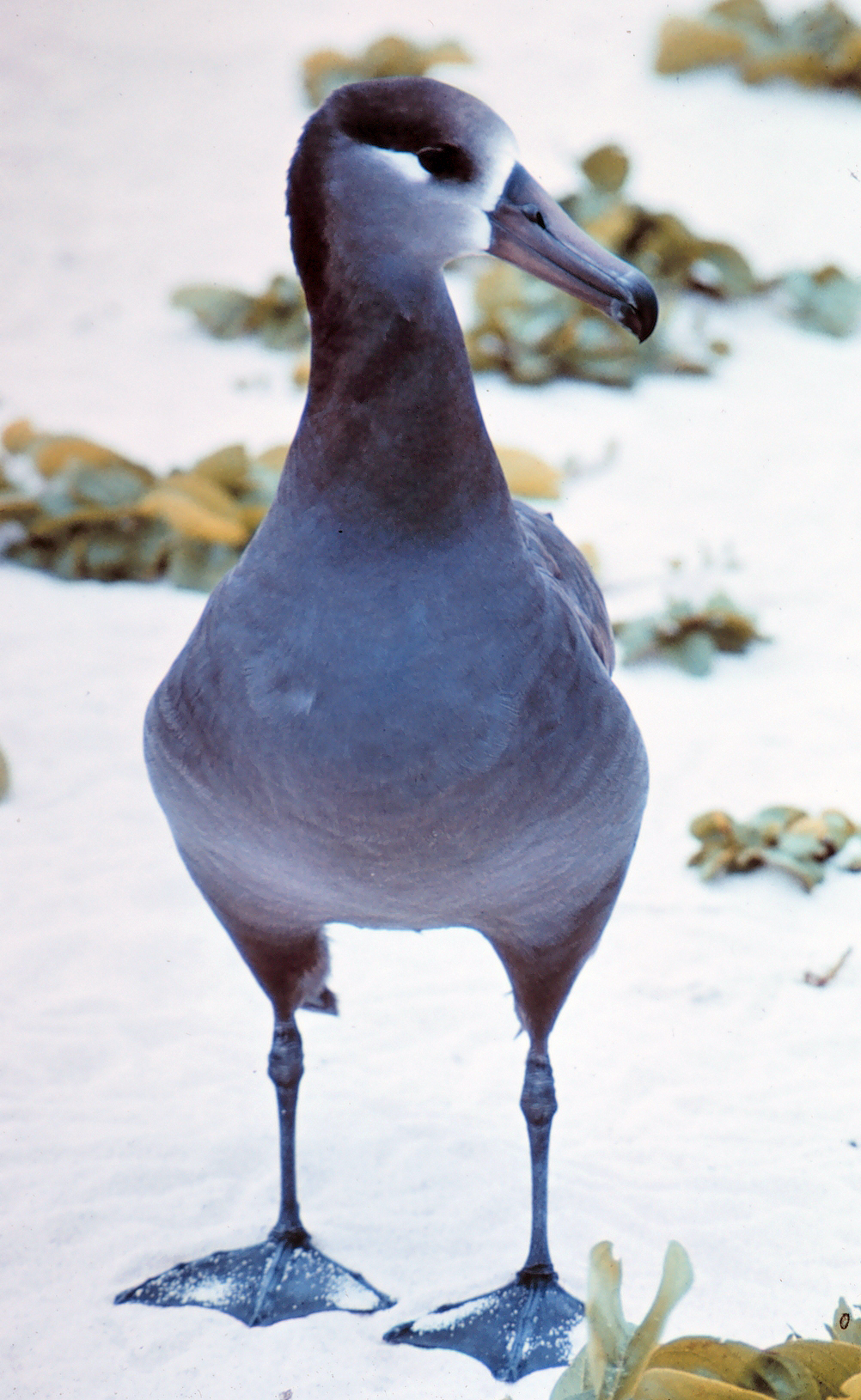
Al contrario de la mayoría de los Procellariiformes, los albatros, como este albatros patinegro (Phoebastria nigripes), pueden desplazarse con facilidad en el suelo.

Las patas no tienen un dedo opuesto en la parte posterior, y los tres dedos anteriores están totalmente unidos por una membrana interdigital, que les permite nadar, así como posarse y despegar deslizándose sobre el agua. Sus patas son particularmente fuertes en comparación con el resto de los Procellariiformes, de hecho, entre los miembros de este orden solo los albatros y los petreles gigantes consiguen desplazarse con eficiencia en tierra.
El plumaje adulto de la mayor parte de los albatros se caracteriza porque presenta una coloración oscura en la parte superior de las alas, mientras que la parte inferior es blanca, de forma similar a las gaviotas. Esta característica se presenta de forma diferente dependiendo de las especies, desde el albatros real (Diomedea epomophora), que es casi totalmente blanco excepto en las puntas y el extremo posterior de las alas en los machos adultos, hasta el albatros de Ámsterdam (Diomedea amsterdamensis) que cuenta con un plumaje muy semejante al de los ejemplares jóvenes, en los que predominan los tonos castaños, en especial en una banda que destaca en torno al pecho. Muchas especies del género Thalassarche y albatros del Pacífico Norte tienen unas marcas faciales, como manchas oculares, o manchas cenicientas o amarillas en la cabeza y la nuca. Tres especies, el albatros de patas negras (Phoebastria nigripes) y las dos especies de albatros oscuros (género Phoebetria), se alejan por completo de los patrones habituales y son casi por completo de color marrón oscuro, o gris oscuro en determinadas zonas, como en el caso del albatros tiznado (Phoebetria palpebrata). Su plumaje tarda varios años en alcanzar la forma de un adulto reproductor.
La envergadura de ala de los mayores albatros (género Diomedea) sobrepasa la de todos los animales voladores actuales, llegando a superar los 3,4 metros, aunque la familia también incluye especies con envergaduras considerablemente menores (1,75 m). Las alas son rígidas y arqueadas, con la parte frontal gruesa y aerodinámica. Recorren grandes distancias recurriendo a dos técnicas de vuelo habituales en muchas aves marinas de grandes alas: el planeo dinámico y el planeo de talud. El planeo dinámico permite minimizar el esfuerzo necesario para el vuelo al pasar repetidamente la frontera entre masas de aire con una diferencia significativa de velocidad horizontal con un alto gradiente de aire. En el vuelo de talud, el albatros aprovecha las corrientes ascendentes producidas por el viento al encontrar un obstáculo (talud o colina) y se sitúa cara al viento, ganando altitud y deslizándose a continuación hacia la superficie del océano. Los albatros tienen un coeficiente de planeo elevado, alrededor de 1:22 a 1:23, lo que significa que por cada metro que descienden, avanzan de 22 a 23 metros. Les ayuda en el planeo el hecho de contar con una membrana tendinosa que bloquea el ala cuando está totalmente abierta, lo que permite mantener el ala extendida sin un esfuerzo muscular adicional. Esta adaptación morfológica la comparten con los petreles gigantes (género Macronectes).

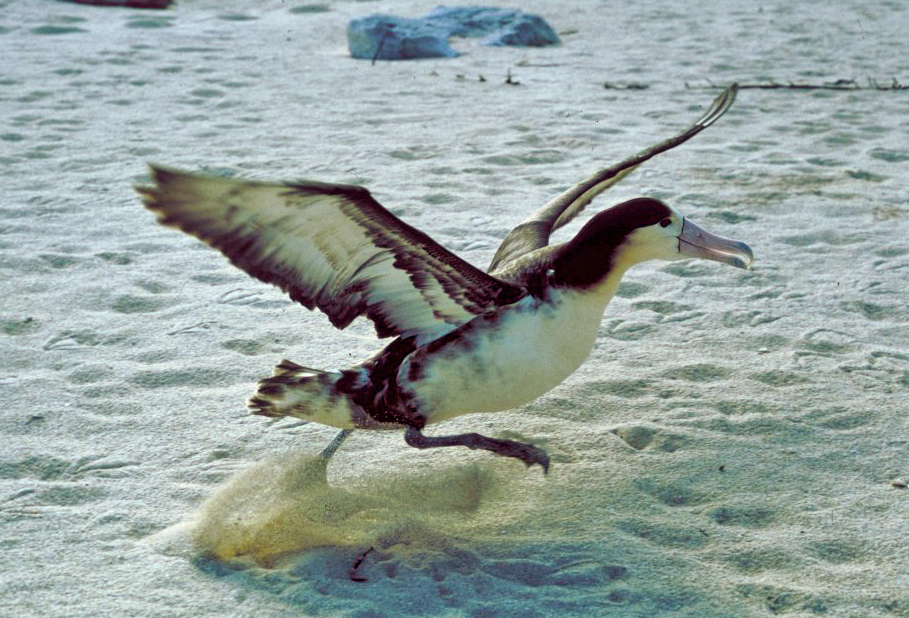
El despegue es uno de los pocos momentos en el que los albatros necesitan batir las alas para volar, así como la fase más exigente en términos energéticos de los vuelos efectuados por estas aves.

Los albatros combinan estas técnicas de vuelo con el uso de sistemas innatos de predicción del estado del tiempo. Los albatros del Hemisferio Sur que vuelan hacia el Norte desde sus colonias siguen una ruta en el sentido de las agujas del reloj, mientras que los que vuelan hacia el Sur lo hacen en sentido contrario. Son aves tan bien adaptadas a su estilo de vida que presentan niveles de frecuencia cardíaca en vuelo similares a los registrados durante los periodos de reposo. Esta eficiencia funcional es tal, que no es la distancia recorrida en una salida en búsqueda de comida lo que implica un mayor gasto energético, sino los momentos de despegue, aterrizaje y de captura del alimento. Estos eficientes viajes de larga distancia son la base de su éxito como cazador de fondo, cubriendo grandes distancias y gastando poca energía en la búsqueda de fuentes de alimento distribuidas de forma dispersa en el océano. Su adaptación al vuelo de planeo los hace, sin embargo, dependientes de la existencia de viento y olas. La mayoría de las especies no tiene condiciones morfofisiológicas que les permitan mantener un vuelo moviendo de forma activa las alas. En situación de calma están obligados a permanecer en reposo en la superficie del agua hasta que el viento se levante de nuevo. Los albatros del Pacífico Norte pueden usar un estilo de vuelo en que alternan momentos en que baten las alas enérgicamente (y ganan altitud) con momentos de planeo. Cuando despegan, necesitan realizar una carrera para conseguir que pase suficiente de aire bajo las alas para que se cree la sustentación aerodinámica necesaria para levantar el vuelo.

### Área de distribución

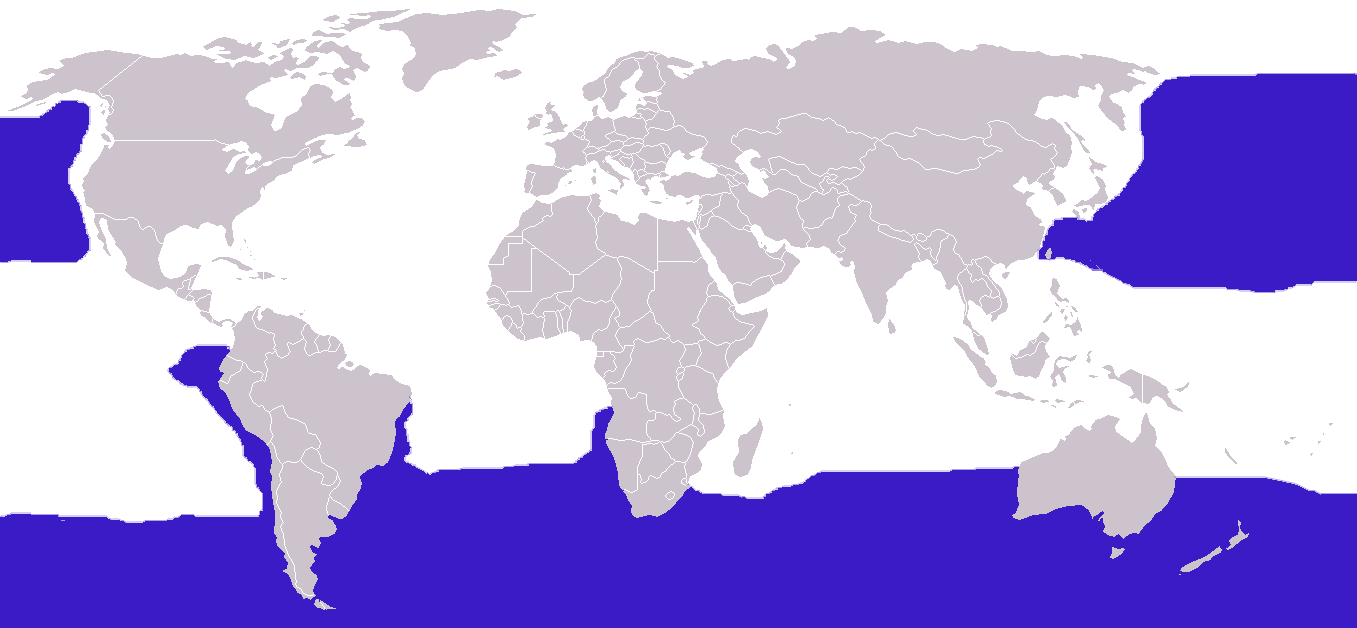
Distribución de los albatros en todo el mundo.

La mayoría de los albatros se distribuyen por el Hemisferio Sur, desde la Antártida hasta Australia, Sudáfrica y América del Sur. La excepción la constituyen las cuatro especies del Pacífico Norte, tres de las cuales son exclusivas de esta región, de Hawái a Japón, California y Alaska; y una, el albatros de las Galápagos, que anida en las islas Galápagos y se alimenta en las costas sudamericanas. La necesidad de contar con viento, necesario para su vuelo de planeo, justifica su confinación en latitudes altas, ya que estas aves no están capacitadas para efectuar vuelos batiendo las alas, por lo que les resultaría muy difícil atravesar las zonas de convergencia intertropical. Esta especie, el albatros de las Galápagos, es capaz de vivir en aguas ecuatoriales en torno a las islas Galápagos debido a las aguas frías de la corriente de Humboldt y los vientos resultantes.

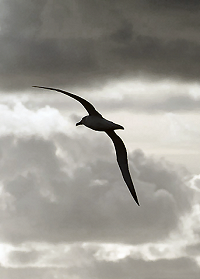
Los albatros se distribuyen por grandes áreas oceánicas y efectúan regularmente viajes circumpolares.

No se sabe con certeza por qué se extinguieron en el Atlántico Norte, aunque una subida del nivel medio de las aguas oceánicas, debido a un periodo de calentamiento interglacial, pudo conllevar el anegamiento de una colonia de albatros de cola corta enclavada en las Bermudas. Ocasionalmente se han avistado algunas especies meridionales divagantes en el Atlántico Norte, permaneciendo exiliadas en la zona durante décadas. Uno de estos especímenes «exiliados», un albatros de ceja negra volvió durante varios años a una colonia de alcatraces (Morus bassanus) en Escocia en una vana tentativa de reproducirse.
La utilización del rastreo por satélite ha permitido a los científicos una recogida significativa de datos sobre sus viajes en búsqueda de alimento efectuados a través del océano. No emprenden ninguna migración anual, pero se dispersan tras la época de reproducción, en el caso de las especies del Hemisferio Sur, realizando frecuentes viajes circumpolares. También hay pruebas sobre la separación de las áreas de distribución de diferentes especies en el océano. La comparación de los nichos ecológicos de alimentación de dos especies que se reproducen en las islas Campbell: el albatros de cabeza gris y el albatros de Campbell, demuestra que el primero se alimenta principalmente en la meseta de Campbell mientras que el segundo busca aguas con características marcadamente oceánicas y pelágicas. El albatros errante también reacciona de forma acentuada a la batimetría y se alimenta solo en aguas con una profundidad superior a 1000 m. Los datos obtenidos por satélite configuran una área con contornos tan definidos que un científico llegó a decir que "casi parece que las aves ven y obedecen a una señal de «prohibido el paso» en las zonas con menos de 1000 metros de profundidad". También hay evidencias de áreas de distribución diferentes para cada sexo de la misma especie. Un estudio realizado sobre el albatros de Tristán que se reproducían en la isla Gough demostró que los machos viajan hacia el oeste mientras que las hembras lo hacen dirección este.

### Alimentación
En su dieta predominan los cefalópodos, peces y crustáceos, aunque también son carroñeros y complementan su alimentación con zooplancton. Hay que tener en cuenta que para un gran número de especies solo se conoce la dieta que mantienen durante el periodo de cría, época en que vuelven regularmente a tierra, lo que permite su estudio. La importancia de cada una de estas fuentes alimenticias en su dieta varía sustancialmente de una especie a otra, e incluso de una colonia a otra. Así, mientras unas especies basan su alimentación en los calamares, otras ingieren una mayor cantidad de kril o de pescado. De las dos especies de albatros localizadas en Hawái, el albatros de patas negras se alimenta básicamente de peces, mientras que el albatros de Laysan captura sobre todo calamares.

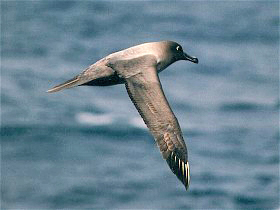
Los albatros tiznados (Phoebetria palpebrata) se sumergen unos 5 m de media para alimentarse, aunque pueden alcanzar los 12 m de profundidad.

Con la utilización de aparatos en el océano que registran la ingestión de agua por parte de los albatros a lo largo del tiempo (lo que proporciona una duración probable de alimentación) sugiere que se alimentan preferentemente durante el día. El análisis de picos de calamar regurgitados por albatros mostró que muchos de los calamares ingeridos eran demasiado grandes como para haber sido capturados vivos, además de incluir especies que viven en la zona mesopelágica cuya profundidad está fuera de su alcance, sugiriendo que, para algunas especies (como el albatros errante), la necrofagia de calamares es una parte importante de su dieta. El origen de estos calamares muertos es motivo de debate; algunos autores apuntan a la actividad pesquera humana, aunque la principal causa natural sea la mortalidad tras el desove de los calamares y los vómitos de cetáceos que se alimentan de estos cefalópodos (cachalotes, ballenas piloto y ballenas nariz de botella). La dieta de otras especies, como el albatros de ceja negra o el albatros de cabeza gris, está compuesta esencialmente de especies más pequeñas de calamares que tienden a hundirse tras su muerte, por lo que se presume que la necrofagia no debe desempeñar un papel importante en su dieta. También se ha observado al albatros de las Galápagos hostigando a pájaros bobos para robar su comida, lo que hace de este albatros el único miembro de Procellariiformes que practica el cleptoparasitismo con regularidad.
Hasta hace poco tiempo se creía que los albatros eran predominantemente recolectores de superficie, nadando paralelos al agua y capturando los calamares y peces llevados a la superficie por las corrientes, los predadores o debido a su muerte. La implementación de medidores capilares de profundidad, que registran la profundidad máxima de zambullida alcanzada por un ave (se sujetan a su cuerpo y se recogen cuando ésta vuelve a tierra) muestran que mientras algunas especies, como el albatros errante, no bucean a más de un metro de profundidad, otras especies, como el albatros tiznado, se sumergen a profundidades medias de unos 5 metros, pudiendo llegar a alcanzar los 12,5 metros. Además de la alimentación de superficie y el buceo, también se han observado albatros que se zambullían lanzándose desde el aire en picado para capturar sus presas.

### Reproducción
Los albatros son coloniales, por lo general nidifican en islas apartadas. En territorios de carácter más continental, se encuentran en promontorios con buen acceso al mar en varias direcciones, como en la península de Otago en Dunedin, Nueva Zelanda. Muchos albatros grises y albatros de patas negras anidan bajo árboles en bosque abierto. Las colonias varían desde acumulaciones muy densas, típicas de los albatros del género Thalassarche (las colonias de albatros de ceja negra en las islas Malvinas tienen una densidad media de 70 nidos por cada 100 m²), hasta grupos mucho más pequeños y con nidos individuales muy espaciados, típicos de los géneros Phoebetria y Diomedea. Todas sus colonias se sitúan en islas que históricamente se encontraban libres de mamíferos terrestres. Los albatros son muy filopátricos, esto es, que generalmente volverán a su colonia natal para reproducirse. Esta tendencia es tan fuerte, que un estudio sobre albatros de Laysan demostró que la distancia media entre el lugar de eclosión del huevo y el lugar donde el ave establece posteriormente su propio territorio es de 22 metros.
Como muchas otras aves marinas, los albatros siguen la estrategia de la K en su ciclo vital, es decir, una baja natalidad, compensada por una longevidad relativamente alta, retrasan el momento de procrear e invierten más esfuerzo en menos crías. Tienen una esperanza de vida relativamente prolongada; la mayor parte de las especies vive más de 50 años. El espécimen con mayor longevidad registrada fue un albatros real del norte anillado cuando ya era adulto y que sobrevivió durante 51 años más, lo que permite estimar que pudo vivir cerca de 61 años. Dado que la mayor parte de proyectos científicos de anillamiento de albatros es más reciente que el de este caso, es probable que se descubra que otras especies tengan una longevidad similar o incluso mayor.

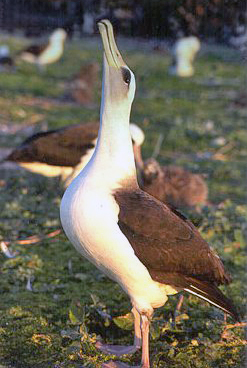
Uno de los movimientos del ritual de apareamiento del albatros de Laysan (Phoebastria immutabilis) es esta posición con el cuello y el pico hacia arriba.

Alcanzan tarde la madurez sexual, tras aproximadamente cinco años, pero incluso una vez que han alcanzado la madurez, no se unirán a una pareja para reproducirse durante mucho tiempo (hasta más de 10 años en algunas especies) y establecen una relación monógama durante toda su vida. Un estudio realizado sobre el albatros de Laysan comprobó que si se producen cambios significativos en la proporción sexual de la población, ante la falta de machos pueden cambiar la estructura social y producirse un comportamiento cooperativo de incubación y cría de los polluelos por parte de dos hembras y debido a sus hábitos monógamos este emparejamiento puede prolongarse durante años, un comportamiento muy raro en el mundo animal, especialmente cuando no existe relación o parentesco entre ellos.
Los jóvenes no criadores se unen a una colonia antes de comenzar a reproducirse, dedicándose durante varios años a practicar los complicados rituales de apareamiento y a los distintivos «bailes» tan conocidos de esta familia. Las aves que vuelven a la colonia por primera vez ya tienen los comportamientos estereotipados que forman el «lenguaje» de los albatros, pero no pueden «leer» el comportamiento que muestran las otras aves, ni responder apropiadamente. Tras un período de prueba y aprendizaje por el método del tanteo, las aves jóvenes perfeccionan el ritual y los bailes. Este lenguaje se aprende con mayor rapidez si las aves más jóvenes se encuentran en compañía de aves más viejas.
El repertorio de estos comportamientos implica la interpretación sincronizada de diversas acciones, como acicalado, señalar determinadas direcciones, llamadas, hacer sonidos batiendo los picos, quedarse con la mirada fija y combinaciones más o menos complejas de estos comportamientos. Cuando un albatros vuelve por primera vez a la colonia, baila con muchos compañeros, pero después de varios años el número de aves con que se relaciona va decayendo, hasta escoger un solo compañero y siguen perfeccionando un lenguaje individual, que terminará siendo único para esa pareja. Toda vez que la pareja establece una relación monógama para toda su vida, la mayoría de esos bailes no volverán a realizarse.
Se cree que efectúan estos complicados y meticulosos rituales para asegurarse de que han elegido al compañero apropiado y para un mejor reconocimiento de su compañero, ya que la puesta de los huevos y el cuidado de las crías es una inversión importante. Incluso las especies que pueden completar un ciclo reproductivo en menos de un año, raramente efectúan puestas en años consecutivos. Los grandes albatros (como el albatros errante) invierten más de un año en cuidar de la cría desde la puesta hasta que ésta adquiere su plumaje. 
Ponen un único huevo subelíptico, blanco con puntos marrones rojizos, durante la estación reproductiva. Los huevos más grandes pesan de 200 a 510 g. Si pierden el huevo a causa de depredadores o por accidente, no harán una nueva tentativa de cría ese año. Debido a la disminución en el éxito reproductivo de la relación para toda la vida que ello conlleva, la separación de parejas establecidas es algo muy raro entre los albatros y por lo general solo se produce tras varios años de tentativas de cría infructuosas.

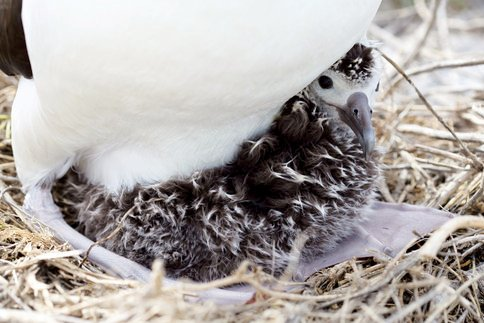
Los albatros cuidan y protegen a sus crías hasta que son lo bastante grandes como para defenderse y termorregularse por sí mismas.

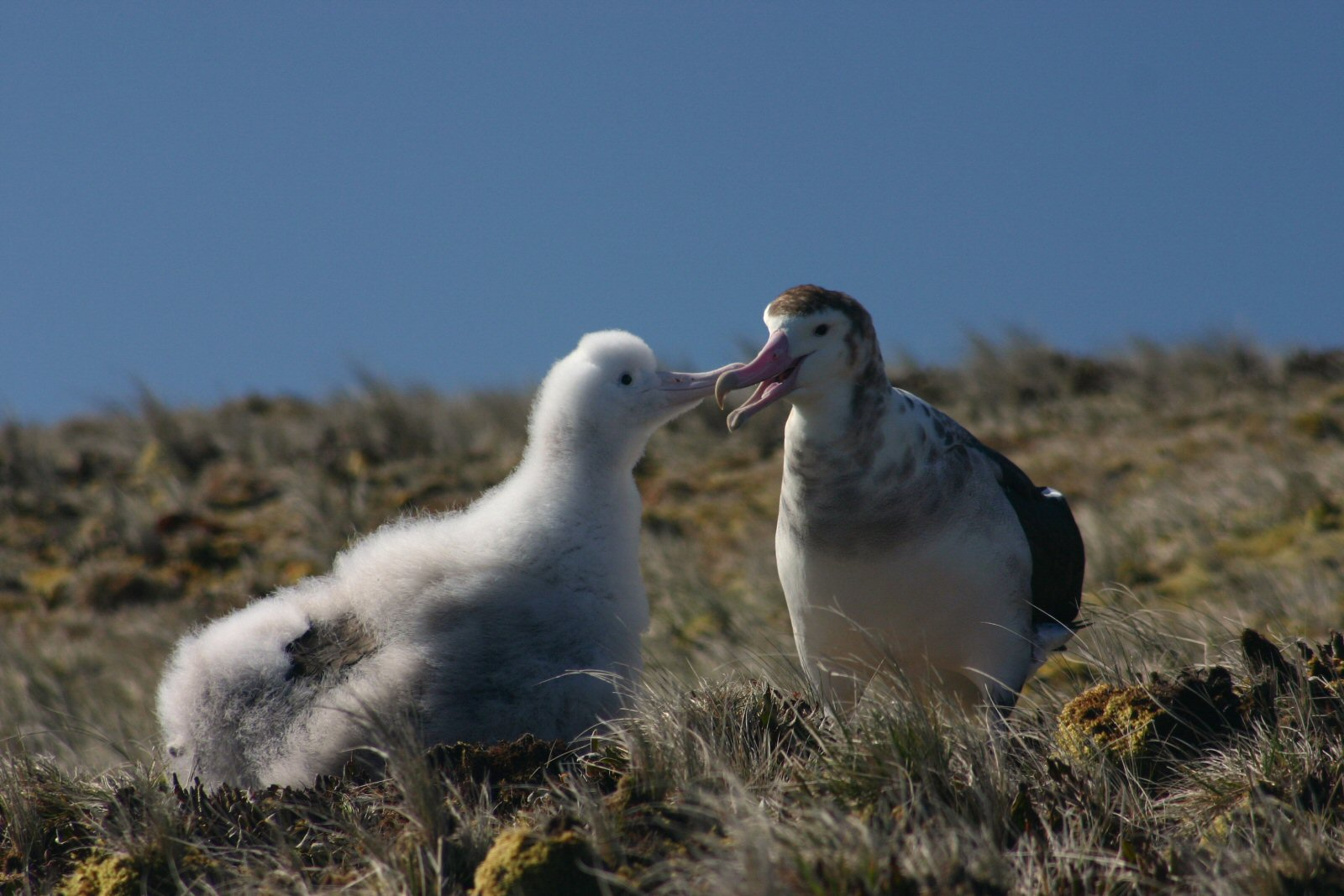
Las crías ganarán bastante peso como para igualar a sus progenitores.

Todos los albatros meridionales construyen grandes nidos para sus huevos, utilizando hierba, arbustos, tierra, turba y hasta plumas de pingüino, mientras que las tres especies del Pacífico Norte construyen nidos más rudimentarios. Por su parte, el albatros de las Galápagos, no construye un nido e incluso traslada su huevo a lo largo del territorio de cría, a veces hasta 50 m, lo que en ocasiones provoca la pérdida del huevo. En todas las especies de albatros, ambos padres incuban el huevo en períodos que duran entre un día y tres semanas. Junto con los kiwis, los albatros tienen el período de incubación más largo de cualquier ave; la incubación dura aproximadamente de 70 a 80 días (algo más en el caso de los grandes albatros). Es un proceso que conlleva un gran gasto energético y puede suponer que un adulto pierda hasta 83 g de peso en un día.
Tras la eclosión, la cría, que es semi-altricial, es empollada y protegida durante tres semanas hasta que sea lo bastante grande como para defenderse y termorregularse por sí misma. Durante este periodo, los progenitores alimentan al pollito con pequeñas comidas durante los cambios de turno en sus cuidados. Una vez terminado el período de empollado de la cría, ésta recibe alimento en intervalos regulares por parte de los padres, que adoptan períodos alternativos de viajes cortos y de larga duración, para proporcionarle comidas que pesan aproximadamente el 12% de su masa corporal (aproximadamente 600 g). Las comidas están formadas tanto de calamares frescos y peces como de kril, así como de aceite estomacal, un alimento energético que es más ligero y fácil de transportar que llevar piezas capturadas sin digerir. Este aceite se crea en un órgano del estómago con el que cuentan la mayor parte de Procellariiformes (conocido como proventrículo) a base de piezas capturadas digeridas y que les confiere su distintivo olor a moho.
Las crías tardan mucho en emplumar. En el caso de los grandes albatros, el proceso puede llevar hasta 280 días. Aún en el caso de albatros de menor porte, tardan de 140 a 170 días. Como en el caso de muchas aves marinas, las crías de albatros ganarán bastante peso como para igualar a sus progenitores, con el fin de utilizar estas reservas suplementarias para aumentar su condición corporal (en particular el crecimiento de un plumaje de vuelo adecuado), por lo que empluman con el mismo peso que sus padres. Entre el 15% y el 65% de los que adquieren su plumaje sobreviven para reproducirse. Los jóvenes empluman solos y no reciben ninguna ayuda adicional de sus padres, que vuelven al nido cuando ya han adquirido el plumaje completo, inconscientes que su cría ya se ha marchado. Estudios sobre la dispersión de ejemplares jóvenes por el océano sugieren que existe un comportamiento de migración innato, una ruta de navegación codificada genéticamente, que los ayuda a orientarse en el mar cuando si internan en el océano por primera vez.

## Los albatros y el hombre

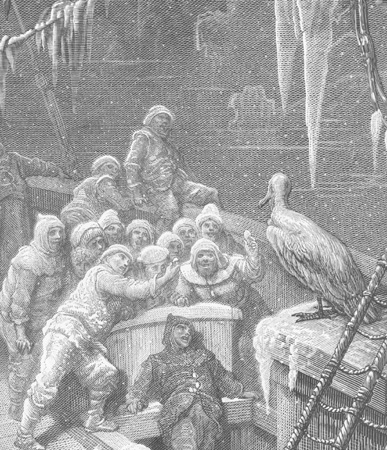
Un albatros es el eje central del poema de Samuel Taylor Coleridge Balada del viejo marinero. Ilustración de Gustave Doré.

Los albatros han sido descritos como «la más legendaria de todas las aves». Un albatros es el eje central en el famoso poema Rime of the Ancient Mariner (Balada del viejo marinero), de Samuel Taylor Coleridge; un albatros cautivo también es una metáfora para el poète maudit del poema de Charles Baudelaire «El albatros». El uso de «albatros» como una metáfora deriva del poema de Coleridge; en inglés, y, aunque en menor medida, también en español, se dice que alguien con una pesada carga o problema tiene a «un albatros alrededor del cuello», el castigo impuesto en el poema al marinero que mató al albatros. Existe un mito extendido entre los marineros de que es un ave de buen augurio y de que puede resultar desastroso matar o dañar a un albatros y era creencia popular que éstos encarnaban las almas de los marinos muertos en el mar. La realidad, sin embargo, nos muestra que los marineros los mataban y comían con regularidad. Los maoríes usaban los huesos de sus alas para grabarse tatuajes ceremoniales en la piel, y para tallar flautas.
Son aves muy apreciadas por los aficionados a la ornitología y sus colonias son destinos populares para la práctica del ecoturismo. En muchos pueblos y ciudades costeras como Monterey, Kaikoura, Wollongong o Sídney, se realizan travesías regulares de avistamiento de aves marinas pelágicas, y los albatros son fácilmente atraídos a estos barcos turísticos arrojando aceite de pescado al mar. Las visitas a las colonias pueden ser muy populares; la colonia de albatros real del norte en Taiaroa Head (Nueva Zelanda) atrae a 40 000 visitantes al año, y las colonias más aisladas son atracciones habituales en los cruceros a las islas subantárticas.

### Amenazas y conservación
A pesar de su consideración como aves legendarias, los albatros no se han librado de la presión directa o indirecta de los humanos. Cuando los polinesios y los aleutas los descubrieron, se dedicaron a su caza, hasta tal punto que llegaron a desaparecer de algunas islas (como la de Pascua). Cuando los europeos comenzaron a navegar por todo el mundo, también comenzaron a cazar al albatros, «pescándolos» desde los barcos para servir de alimento, o simplemente disparándoles por diversión o deporte. Este deporte alcanzó su cénit en las rutas de emigración con destino a Australia y sólo se detuvo cuando los barcos se hicieron demasiado rápidos para pescar desde ellos y cuando se establecieron regulaciones que prohibían la utilización de armas de fuego a bordo por motivos de seguridad. En el siglo XIX sus colonias, en particular las del Pacífico Norte, fueron esquilmadas para el comercio de plumas, llevando casi a la extinción al albatros de cola corta.

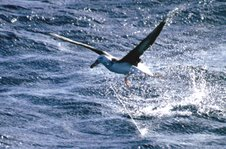
Albatros de ceja negra enganchado en el sedal de un palangre.

De las 22 especies de albatros reconocidas por la Unión Internacional para la Conservación de la Naturaleza (UICN), 8 son vulnerables, 6 corren peligro de extinción y 3 se encuentran peligro crítico de extinción. Las tres especies en peligro crítico son el albatros de Ámsterdam (Diomedea amsterdamensis), el albatros de Tristán (Diomedea dabbenena) y el albatros de las Galápagos (Phoebastria irrorata). Una de las amenazas principales para estas aves es la pesca comercial con palangre; cuando los albatros y otras aves marinas que se alimentan de despojos son atraídos por el cebo del palangre, se enganchan en los sedales o los anzuelos y se ahogan; aproximadamente 100 000 albatros al año mueren de esta forma. Las pesquerías piratas, al no respetar ninguna regulación, agravan todavía más el problema.
En el atolón de Midway las colisiones entre albatros de Laysan y aviones han causado la muerte de humanos y aves así como importantes interrupciones en operaciones militares de vuelo. Para evitar estos accidentes se realizaron estudios a finales de los años 1950 y principios de los años 1960 que examinaron los resultados del establecimiento de diversos sistemas de control, como la matanza de aves y la destrucción anual de sus lugares de anidamiento, o la nivelación y limpieza del terreno para eliminar corrientes de aire ascendentes que utilizan estas aves. Las estructuras elevadas, como las torres de control de tráfico y las de comunicaciones mataron a 3000 aves en colisiones de vuelo durante 1964-1965 antes de que se disminuyera la altura de estas torres. El cierre de las instalaciones de aviación naval de las islas Midway en 1993 terminó con el problema de las colisiones con los aviones militares. La reciente reducción de la actividad humana en las islas ha ayudado a disminuir el número de muertes de aves, aunque los predadores introducidos y la contaminación por pintura de plomo en las inmediaciones de los edificios militares hayan matado a miles de aves. Sus plumas eran muy populares a principios del siglo XX. Solo en 1909, más de 300 000 ejemplares fueron cazados en las islas Midway y Laysan por sus plumas.
Otra amenaza para los albatros son las especies introducidas, como las ratas o los gatos salvajes, que los atacan directamente o a sus crías y huevos. Los albatros han evolucionado para reproducirse en islas que carecían de depredadores terrestres, por lo que no desarrollaron defensas contra ellos. Así, incluso especies tan pequeñas como los ratones pueden resultarles perjudiciales; en la isla de Gough, una de las mayores colonias de aves marinas del mundo, los polluelos del albatros de Tristán son atacados y comidos vivos por ratones domésticos introducidos en la isla. Las especies introducidas pueden tener otros efectos indirectos: el ganado acaba con la capa esencial de pasto en las islas de San Pablo y Ámsterdam, lo que amenaza al albatros de Ámsterdam (Diomedea amsterdamensis); las plantas introducidas desde otras islas también reducen su hábitat potencial de anidamiento.

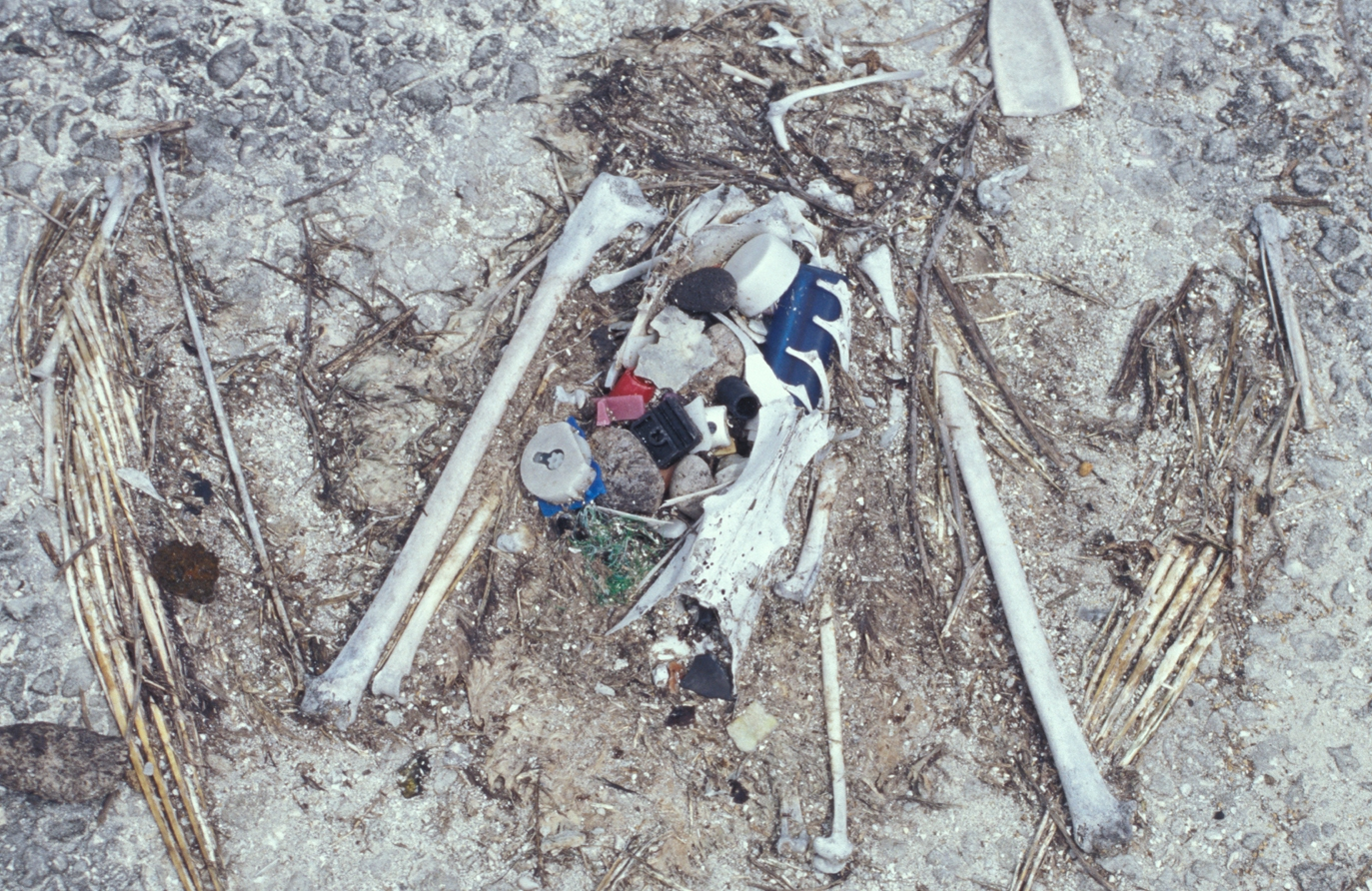
Los restos de esta cría de albatros de Laysan muestran los restos de plásticos que ingirió antes de su muerte.

La ingestión de desechos de plástico flotantes es otro problema afrontado por muchas aves marinas. La cantidad de plásticos en los mares ha aumentado dramáticamente desde el primer registro en los años 1960, proveniente de la basura arrojadas desde los barcos, vertidos costeros, basura en playas y desechos arrastrados al mar por los ríos. Es imposible de digerir y ocupa espacio en el estómago o molleja que debería usarse para la comida, o puede causar una obstrucción que directamente priva de comida al ave. Estudios realizados en el Pacífico Norte han mostrado que la ingestión de plásticos causa una disminución de peso y de estado físico. Este plástico es a veces regurgitado al alimentar a las crías; un estudio de pollitos de albatros de Laysan en las islas Midway mostró grandes cantidades de plástico ingerido en crías muertas de forma natural comparando con crías sanas muertas en accidentes. Incluso cuando no es la causa directa de la muerte, este plástico provoca tensión fisiológica y hace que las crías se sientan hartas durante las comidas, reduciendo su consumo de alimento y sus posibilidades de supervivencia.
Científicos y organizaciones ecologistas (como BirdLife International que puso en marcha la campaña «Salvar al albatros») trabajan con gobiernos y pescadores para encontrar soluciones a las amenazas que se ciernen sobre ellos. Técnicas como colocar los palangres por la noche, poner el cebo bajo el agua, aumentar el peso en los sedales y usar ahuyentadores de aves pueden reducir en gran medida el número de aves atrapadas. Un estudio de colaboración entre científicos y pescadores en Nueva Zelanda probó con éxito un dispositivo de ajuste submarino para los barcos palangreros que coloca los sedales por debajo del alcance de especies de albatros vulnerables. El uso de algunas de estas técnicas en la pesca de la merluza negra (Dissostichus eleginoides) en las islas Malvinas ha reducido el número de albatros ojerosos atrapado por la flota en los últimos 10 años. Los ecologistas también han trabajado en el campo de la restauración ecológica insular, desalojando especies foráneas que amenazaban la fauna endémica, lo que ayuda a la protección de los albatros frente a depredadores introducidos.
Un paso importante hacia su protección y la de otras aves marinas es el «Acuerdo sobre la conservación de albatros y petreles» de 2001, que entró en vigor en 2004 y ha sido ratificado por diez países: Argentina, Australia, Brasil, Chile, Ecuador, España, Nueva Zelanda, Perú, Sudáfrica y Reino Unido. Aunque no lo han ratificado, Noruega y Uruguay se han adherido al mismo y Francia lo ha aceptado. El acuerdo requiere que estos países tomen acciones específicas para reducir el número de ejemplares atrapados, la contaminación y la eliminación de especies introducidas en las islas de anidamiento.